# Hadass

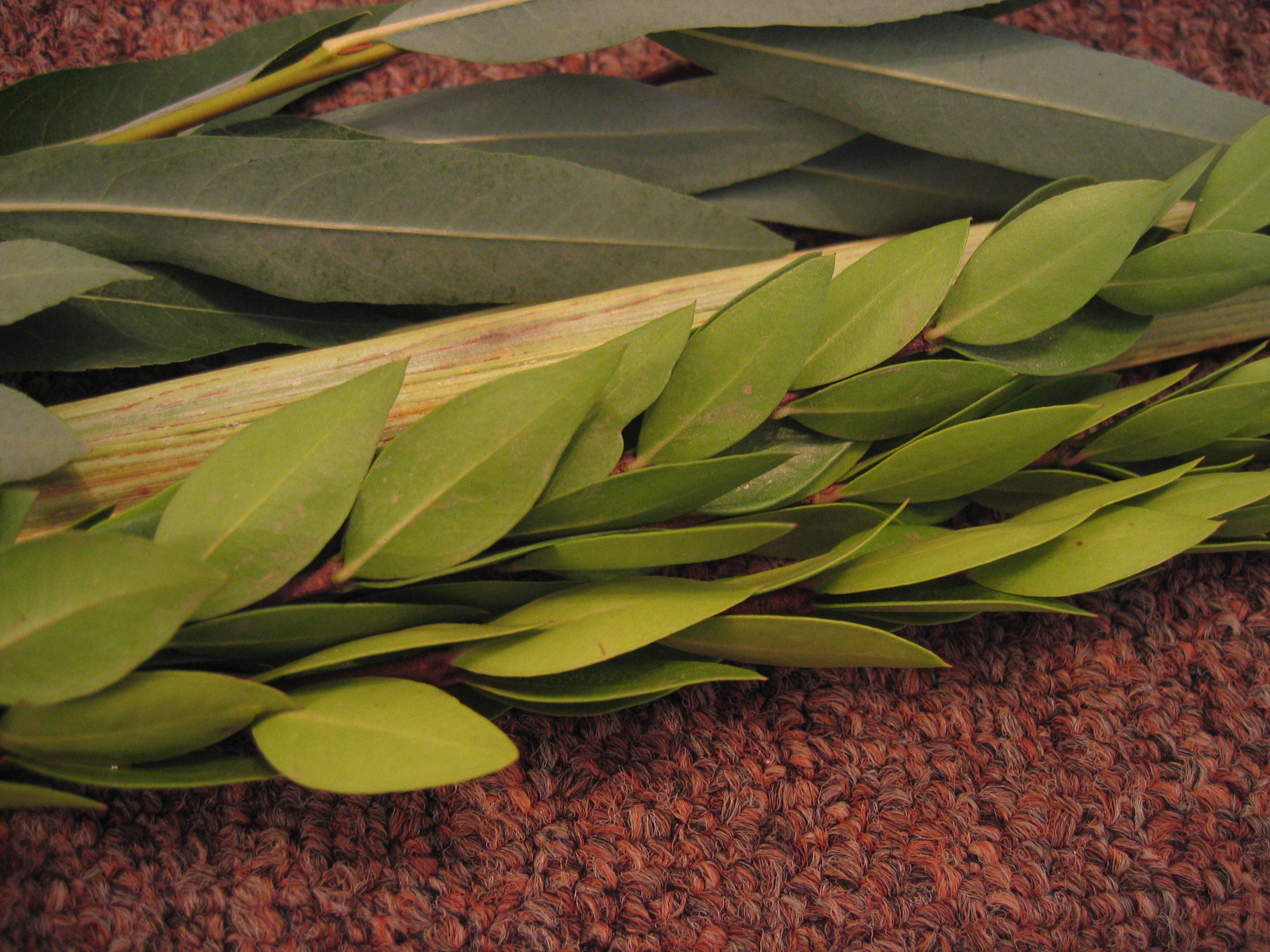
Trẽs ramos de hadass

Hadass (do hebraico הדס) é um ramo da árvore da murta que faz parte do lulav utilizada dentro do Judaísmo na festividade de Sucot como uma das quatro espécies (arba'ah minim–ארבעת המינים) de plantas utilizadas no ritual. As outras três espécies são lulav, etrog e aravah.